# Cyathea epaleata
Cyathea epaleata är en ormbunkeart som först beskrevs av Holtt., och fick sitt nu gällande namn av Holtt. Cyathea epaleata ingår i släktet Cyathea och familjen Cyatheaceae. Inga underarter finns listade.